# Dayu (köping i Kina, Henan, lat 34,94, long 112,39)
Dayu (kinesiska: 大峪, 大峪镇) är en köping i Kina. Den ligger i provinsen Henan, i den centrala delen av landet, omkring 120 kilometer väster om provinshuvudstaden Zhengzhou. Antalet invånare är 25 301. Befolkningen består av 12 119 kvinnor och 13 182 män. Barn under 15 år utgör 19,0 %, vuxna 15-64 år 73 %, och äldre över 65 år 7,0 %.
Genomsnittlig årsnederbörd är 659 millimeter. Den regnigaste månaden är september, med i genomsnitt 135 mm nederbörd, och den torraste är december, med 4 mm nederbörd.